# Domaine de Chamarande
Le château de Chamarande est un château français situé dans la commune de Chamarande, dans le département de l'Essonne en région Île-de-France.
Il est la propriété du département de l'Essonne. Le parc de 98 hectares est ouvert au public toute l'année et accueille un centre d'art contemporain, le dépôt principal des archives départementales de l'Essonne, le FDAC91 et un centre d'hébergement pour les « classes vertes » des écoles.

## Situation
Le château est situé à Chamarande, dans l'ancienne province de Hurepoix, aujourd'hui département de l'Essonne et la région Île-de-France, à trente-neuf kilomètres au sud-ouest de Paris et 9 km au nord-est d'Étampes.

## Histoire

### Le château médiéval
Un premier château aurait été établi à Bonnes (nom primitif de Chamarande) au IXe siècle (vers 811[réf. souhaitée] ?) par Arteld, missus dominicus et frère du biographe de Charlemagne, Éginhard.
Toutefois, les fouilles effectuées à Chamarande établissent que le lieu n'a jamais été fortifié.[réf. nécessaire]
Le premier seigneur de Bonnes connu est Ursio de Bonnis, homme-lige du roi Philippe Auguste (1180 – 1223). Ensuite plusieurs familles sont propriétaires des lieux, dont en 1358 Jean Coquatrix, échevin de Paris ; en 1388 Jean de Montagu, seigneur de Marcoussis qui étend le domaine de Bonnes ; et vers 1450 la famille de Châtillon. La guerre de Cent Ans (1338–1453) a amené son lot de misères, suivie d'une accalmie avec la fin de règne de Charles V (1380), puis du renouveau des malheurs avec les guerres de religion.

### Première moitié duXVIIesiècle
Un hôtel seigneurial y est bâti au XVIe siècle probablement pour François Miron (1560-1609), prévôt des marchands de Paris et ami personnel du roi Henri IV, qui acquiert en 1603 les deux seigneuries constituant l'actuel domaine et y établit sa résidence. Cette demeure correspondait vraisemblablement aux bâtiments de l'actuelle « cour des communs ».[réf. nécessaire]
Après le décès de François Miron en 1609, son fils Jean agrandit le domaine[réf. souhaitée], mais le château souffre durant la Fronde (pillage des environs d'Étampes par les assiégeants royalistes d'Étampes en 1652). La famille Miron ne peut assurer les réparations et le château est en mauvais état lorsqu'il est vendu en 1654 à Pierre Mérault, ancien fermier des gabelles, aussi acquéreur du château de Villeconin-la Grange, enrichi et anobli par l'acquisition d'une charge d'écuyer, et futur secrétaire du roi Louis XIV.

### Seconde moitié duXVIIesiècle

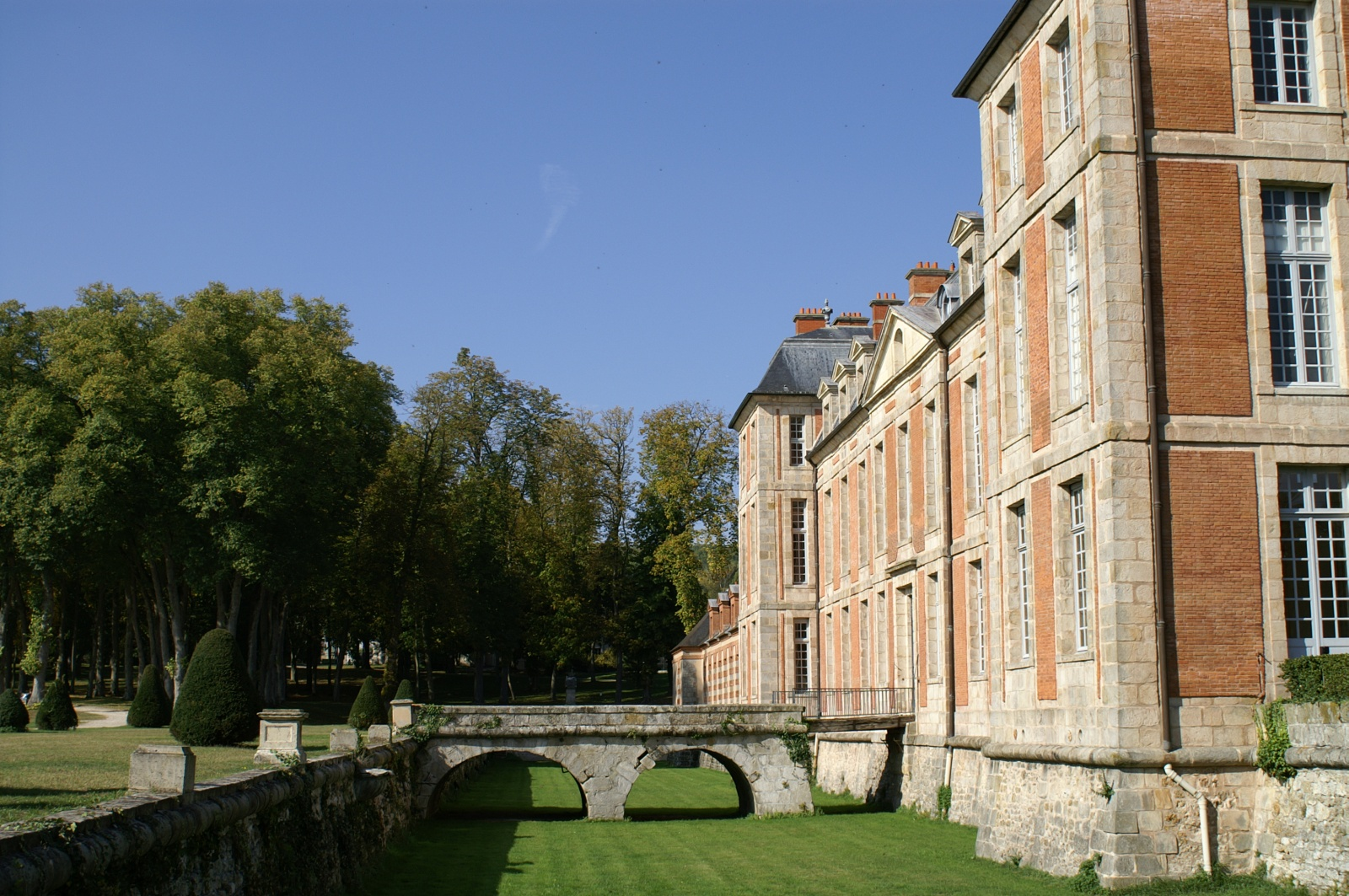
Vue des douves du château.

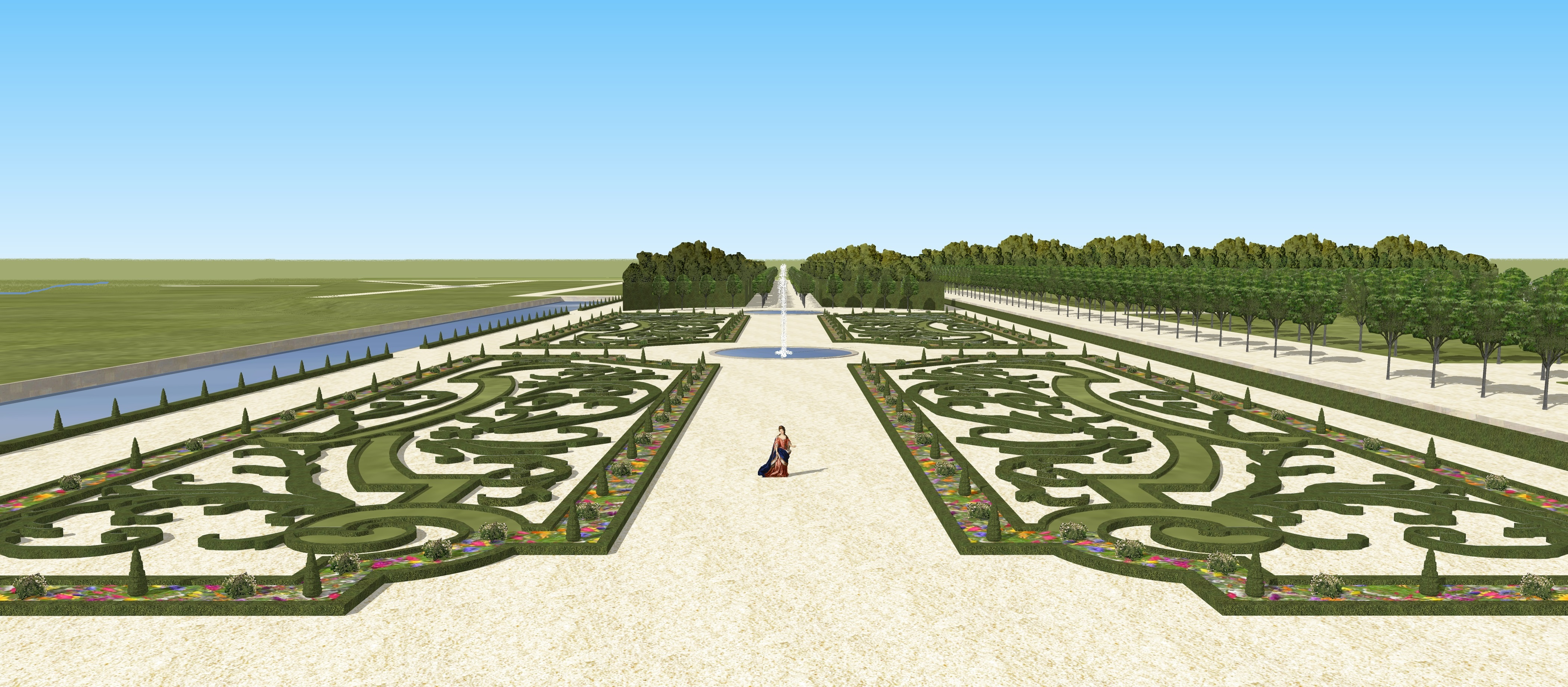
Vue du grand parterre du château de Chamarande, 1689.

Mérault fait construire le château actuel dans le plus pur style Louis XIII, attribué à Nicolas de L'Espine architecte du roi. Le quadrilatère entouré de douves comprend alors le logis, flanqué latéralement par les communs. L'entrée de la cour d'honneur est cantonnée de deux pavillons, celui de gauche abritant la chapelle dotée d'une coupole de style baroque et dont la décoration en stuc est due au sculpteur Louis Lerambert ; elle conserve deux grands vitraux « qui évoquent le rang élevé de ses anciens seigneurs ».
Le domaine est alors « orné de canaux, bassins et fontaines » dans le goût des jardins à la française.
Acquisition du nom de Chamarande
Endetté, Mérault vend le domaine de Bonnes en 1684 à Clair Gilbert d'Ornaison, premier valet de chambre de Louis XIV, dit « Chamarande »[réf. souhaitée] (c'est-à-dire « La frontière sur le chemin » en celte ; du nom de son fief dans le Forez, sur les rives du Fillerin, aujourd'hui sur la commune de Saint-Germain-Lespinasse dans la Loire). C'est pour lui qu'en 1685 des lettres patentes de Louis XIV érigent Bonnes en comté de Chamarande. Sur Pierre Mérault, les d'Ornaison acquièrent aussi Villeconin.

### XVIIIesiècle

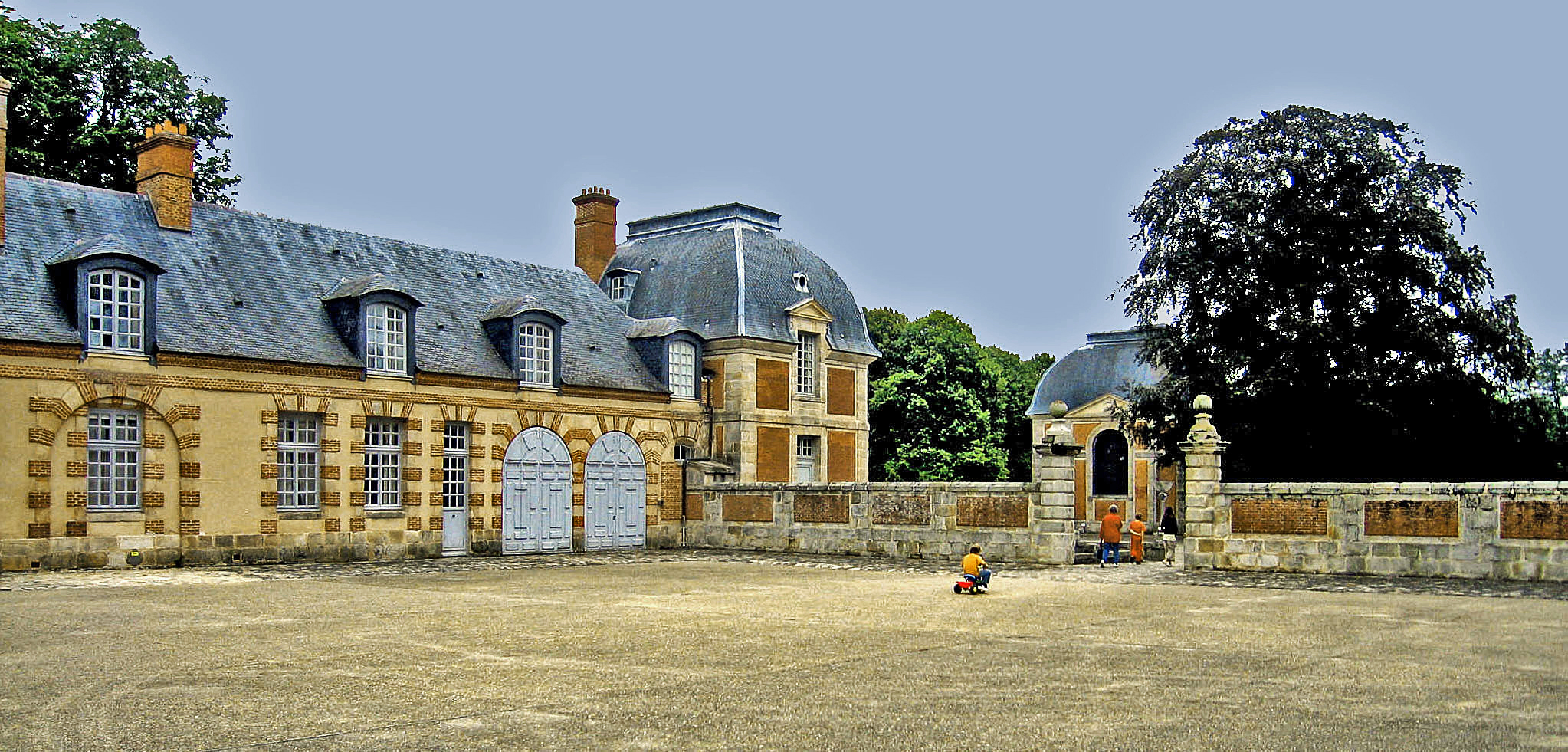
Écuries du château.

À la mort de son fils Louis en 1737, le château, avec Villecoin, passe par héritage à son gendre et cousin germain, Louis de Talaru, marquis de Chalmazel, maître d'hôtel de la reine Marie Leszczynska. Celui-ci y fait travailler l'architecte réputé Pierre Contant d'Ivry, qui construit de nouvelles dépendances au-delà du chemin vicinal près du village, fait poser un fronton sculpté d'un casque et de guirlandes avec la maxime latine Pax huic domui (« la paix soit dans cette maison »), agrémente le parc d'une orangerie, d'un belvédère, d'une glacière, d'une cascatelle, d'un bosquet ovale et d'un « jeu d'oye » avec un « temple d'amour » en son centre. Il supprime le mur de la cour d'honneur le long des douves, place en avant du pont une grille de ferronnerie encadrée de deux lampadaires et rénove les décors intérieurs du château.
Dans les années 1780, une pièce d'eau est créée avec en son centre une île bordée de cyprès chauves de Louisiane ; elle est traditionnellement attribuée au peintre paysagiste Hubert Robert[réf. souhaitée].
Le 4 août 1789, le comté de Chamarande est aboli. 
En 1794 la séquestre est mise sur le château et les meubles sont vendus aux enchères sauf la bibliothèque, quelques meubles identifiés par la Commission des Arts, les objets métalliques, et la literie et le linge réquisitionnés pour l'armée et les hôpitaux.

### Première moitié duXIXesiècle
Après la Révolution française, Louis-Justin-Marie, marquis de Talaru recouvre le domaine sous le Consulat. Il le fait remettre en état et fait redessiner le parc à l'anglaise. Maire de Chamarande, il réside au château jusqu'à sa mort en 1850[réf. souhaitée].

### Seconde moitié duXIXesiècle
En 1852, le domaine est vendu à Pierre et René Robineau puis en 1857 à Jean-Gilbert Victor Fialin, comte puis duc de Persigny, ministre de l'Intérieur de Napoléon III[réf. souhaitée] (qui prit le pouvoir en partie grâce à lui et en récompense le fit sénateur et membre de son conseil privé), alors ambassadeur de France à Londres. Comme Gilbert d'Ornaison, il connaissait le fief de Chamarande en Forez, étant originaire de Saint-Germain-Lespinasse (Loire) où se trouve ce fief (c'est probablement par ce biais qu'il a eu connaissance du domaine de Bonnes et peut-être suivi son histoire foncière).[réf. nécessaire]

#### Persigny transforme le parc
Persigny, qui reçut 500 000 francs de l'empereur lors de son mariage en 1852 avec la petite-fille de maréchal Ney et du banquier Jacques Laffitte,[réf. nécessaire] crée au rez-de-chaussée du château une galerie qu'il meuble avec luxe, construit le mur d'enceinte du domaine, achève la transformation du parc à l'anglaise grâce au comte de Paul de Choulot, spécialiste du genre,[réf. nécessaire] fait planter une grande allée d'arbres devant le château[réf. nécessaire] dont la perspective axiale était tronquée par la voie de chemin de fer (1865)[réf. nécessaire], et des essences exotiques. Près de la nouvelle grille d'honneur est placé un obélisque[réf. souhaitée] inspiré du Songe de Poliphile, qui se réfère probablement aux amours de Henri II et de Diane de Poitiers[réf. nécessaire]. 
En 1862 Persigny donne à Chamarande une fête pour l'anniversaire de l'impératrice Eugénie ; le baron Haussmann offre au châtelain une lanterne à gaz, conservée dans le vestibule de style néo-classique.
Persigny meurt en 1872; en 1876, le domaine est vendu à Anthony Boucicaut, fils du fondateur du Bon Marché, qui fait aménager une « salle à manger des Chasses » dans le goût néo-Renaissance[réf. souhaitée], aux boiseries ornées de laiton, ainsi qu'une ferme et un chenil.[réf. nécessaire] Boucicaut meurt l'année suivante.
Le 6 février 2002 à Paris deux grandes aquarelles en pendant (vers 1880) encadrées représentant des relevés des façades du château, ornées au centre d'un monogramme AB inscrit dans un cercle, figurèrent à une vente aux enchères publiques par l'étude Libert et Castor à Drouot (numéro 24 du catalogue).
En 1881, la veuve Boucicaut se remaria avec le docteur Laurent Amodru, qui fut maire de Chamarande jusqu'en 1922 et député de Seine-et-Oise.
Après 1913, la cascade est ornée de copies des statues des fleuves du parc de Versailles[réf. souhaitée]..

### Première moitié duXXesiècle
En 1922 madame André Thome, veuve d’un député de Seine-et-Oise mort à la guerre, achète le domaine - le docteur Amodru continue cependant d'y habiter jusqu'à sa mort en 1930.
De 1922 à 1951, le château est un haut lieu de formation du scoutisme en France (la formation des cadres du mouvement des Scouts et Guides de France s'appelle toujours le Cham en référence à Chamarande). Autour du Manoir une partie du parc est réservée à cette activité qui a concerné des milliers de stagiaires. Une impulsion décisive a été ainsi donnée au développement du scoutisme en France mais aussi dans certains pays européens qui y envoient leurs futurs instructeurs.[réf. nécessaire] Pendant la guerre, dès juin 1940, le château et le parc sont investis par les forces allemandes puis par les américains. Nombre de ses archives disparaissent.
Les Scouts de France ne retrouvent leur camp-école qu'en 1947 ; en 1950 a lieu à Chamarande le premier rassemblement des chorales À Cœur Joie, alors liées au scoutisme avant de devenir le festival des Choralies à Vaison-la-Romaine.[réf. nécessaire]

### Le château entre dans le domaine public

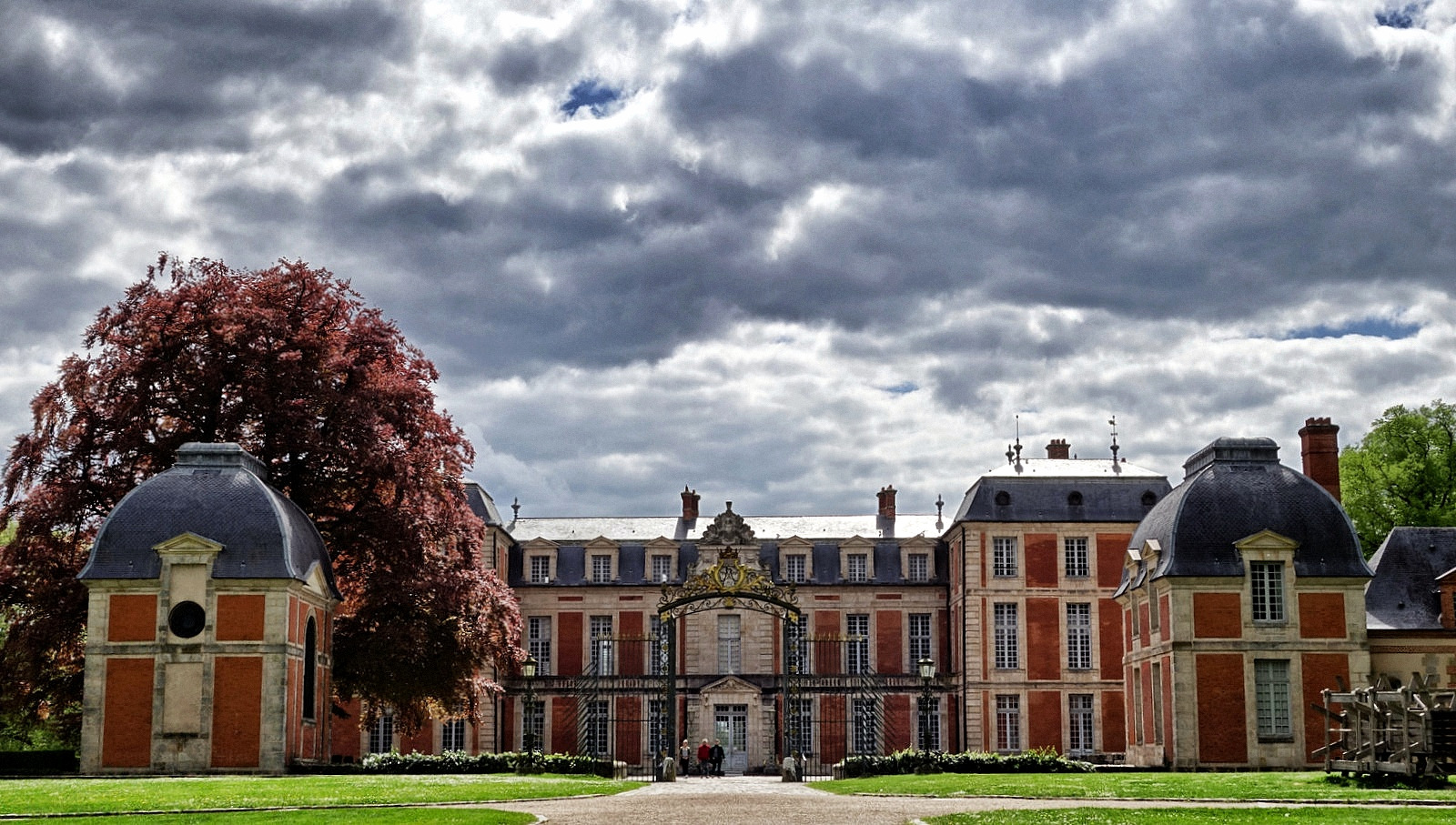
Entrée.

En 1957, le dernier propriétaire privé est Auguste Mione, directeur d'une grande entreprise de travaux publics La Construction moderne française. Mione fait restaurer le château et développe dans le domaine de nombreuses activités : il y fait aménager des bureaux et des logements dans les dépendances, une salle de cinéma, un centre social qui offre aux familles des employés et aux habitants une bibliothèque, un salon de coiffure, un sauna, une piscine un centre médico-social et de formation professionnelle.
En 1972, la construction moderne française est mise en liquidation judiciaire. Le site du domaine est classé en 1977, et le château en 1981. Entre-temps, le domaine a été racheté en 1978 par le conseil général de l'Essonne qui en fait un site culturel et le site de rassemblement des archives départementales.
Le 23 février 1955, une partie du parc est inscrit au titre des monuments historiques et le 23 juillet 1981, le château et les bâtiments annexes sont classés, entre autres spécimens, un platane du Moyen-Orient, un des 200 plus beaux de France.

## Le domaine aujourd'hui

### Le parc labellisé

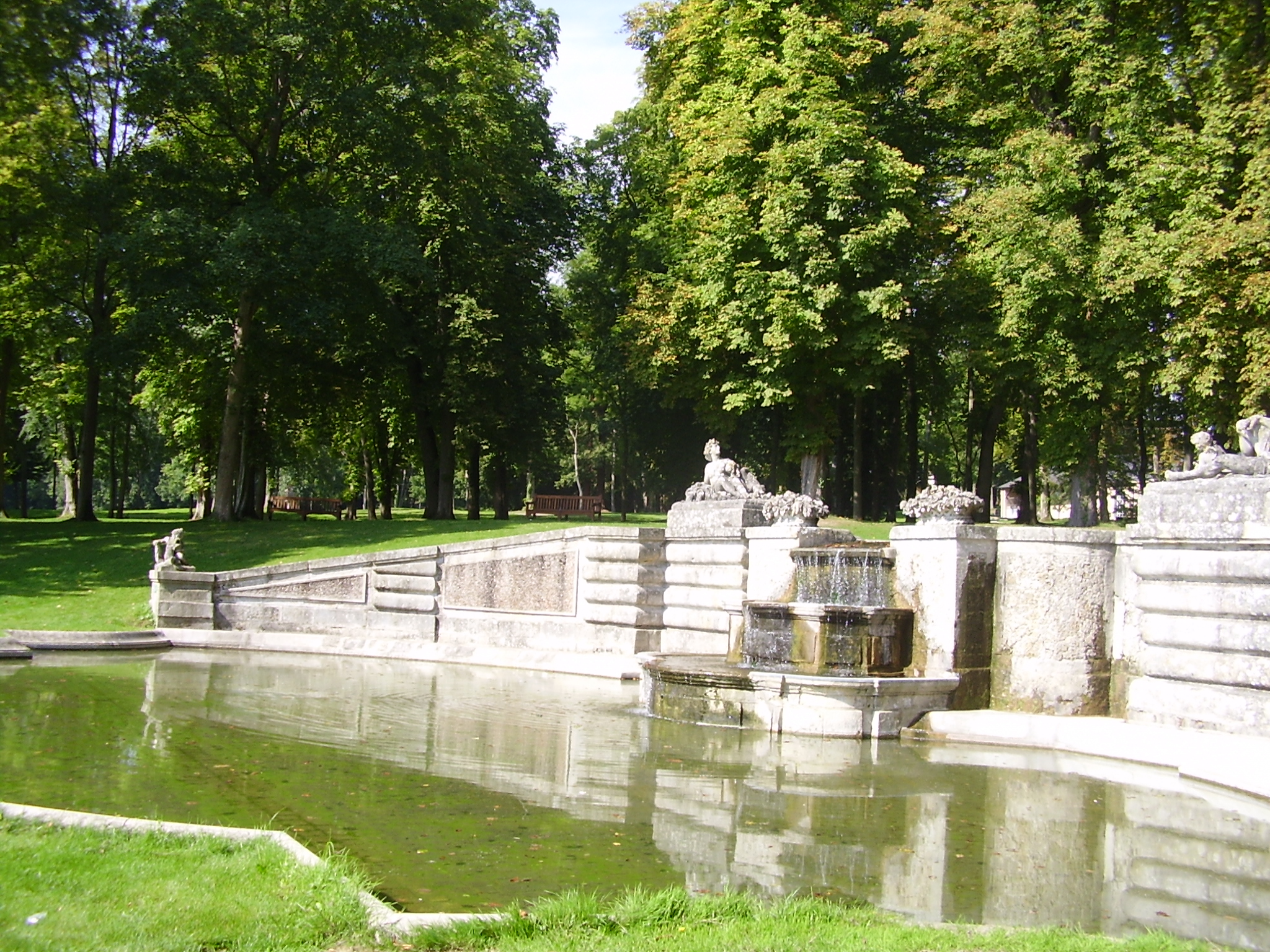
Fontaine du parc.

Le parc de Chamarande couvre une superficie de 98 hectares. Le domaine départemental est labellisé Jardin remarquable. Le parc de 98 hectares a été réaménagé par l'architecte paysagiste Jacques Sgard dans les années 1990.
Trois arbres remarquables : un platane du Moyen-Orient dont les branches tombent en terre pour un marcottage remarquable, un hêtre pourpre à l'entrée de la chapelle et l'ensemble de cyprès chauves avec leurs pneumatophores mais aussi de nombreux buis et ifs plus anciens mais moins spectaculaires.
Le parc a été restitué en partie dans l'esprit du jardin du XVIIIe siècle. L'absence d'un mur d'enceinte (remplacé par un fossé appelé saut de loup) permet d'embrasser du regard un large paysage extérieur. Dans les années 1780, le parc avait été en partie transformé à l'anglaise par la création d'une île entourée d'une pièce d'eau, probablement sous la conduite du peintre paysagiste Hubert Robert. Dans la deuxième moitié du XIXe siècle, les parties du parc inchangées depuis le milieu du XVIIIe siècle prirent également un aspect à l'anglaise.

### Un dépôt des Archives départementales de l'Essonne
La cour des communs abrite depuis 1999 le dépôt principal des Archives départementales de l'Essonne. Un silo creusé dans la cour du château, qui comprend huit étages en sous-sol, permet de stocker jusqu'à 32 kilomètres linéaires d'archives.

### Un cinéma en plein air
Chaque samedi, de la fin juillet à la fin août, le domaine départemental de Chamarande accueille une séance de cinéma en plein air dans le cadre du festival « cinéma Paradiso ». En 2018, la programmation était la suivante : « Annibal et ses éléphants », « Ave César ! », « Mune : le Gardien de la Lune », « Seul sur Mars » et « Le Petit prince ».

## L'art contemporain au domaine

### Un centre d'art contemporain
En 2001, un centre d'art contemporain est installé à Chamarande à l'instigation de Dominique Marchès, fondateur historique du centre d'art de Vassivière. En saison, de mai à octobre, des festivals sur le conte, la musique, la danse, le cinéma ainsi que des rendez-vous autour des jardins et du patrimoine sont organisés dans le parc du domaine.
Après Dominique Marchès de 2001 à 2005, Judith Quentel lui succède à la Direction artistique du domaine, de 2005 à 2011.Sous son impulsion, de 2005 à 2011, l'ensemble du projet artistique de Chamarande se développe et se construit sur l'actualité de l'art français et international, sur le contexte d'exposition atypique : un château au décor très présent, un parc paysager, une orangerie - et sur la prise en compte d'un public aux pratiques diverses : promeneurs, amateurs d'art, scolaires, etc. L'objectif du conseil général d'alors, était d'accompagner la création d'un centre d'art contemporain reconnu sur les plans national et européen. Le festival de danse acquiert une renommée nouvelle. En 2006, le domaine devient officiellement un centre d'art contemporain intégré aux réseaux professionnels TRAM (art contemporain en Île-de-France) et DCA (association nationale des centres d'art). Après les expositions de son prédécesseur qui ont fait date, dont Sportivement vôtre (2004) et A table ! (2005), ce sont près de trente expositions et une programmation de danse ambitieuse, qui font connaître le domaine de Chamarande en France et à l'étranger. Y participent alors Boris Charmatz, Olivier Dubois, Emmanuelle Huynh, Raimund Hoghe, Rachid Oumradane, Fanny de Chaillé, Yves-Noël Genod, Trisha Brown, et bien d'autres. La programmation s'étoffe et passe d'une seule à cinq expositions par an, l'enrichissement de la collection est considérable et la programmation de danse contemporaine attire un public nombreux.
Judith Quentel a constitué un programme intitulé L'Esprit des lieux dans le parc qui s'est appuyé sur le fonds départemental d'art contemporain (FDAC) initié par son prédécesseur Dominique Marchès. L'Esprit des lieux s'est nourri du contexte des lieux et de celui de l'art en train de se faire avec notamment des œuvres de Lilian Bourgeat, Erik Samakh, Miguel Egaña (achats 2001), Bert Theis (en 2007) ; Alain Declercq, Marie Denis (Psyché, 2008) ou Philippe Ramette (Echelle 1, 2008). Ce parc de sculptures, recomposé en permanence, joue avec les fabriques du parc : la glacière abrite ainsi une installation sonore de Céleste Boursier-Mougenot, Sans-titre pour la glacière, 2006. En 2009 la collection du parc s'enrichit d'une œuvre majeure de Pedro Cabrita Reis. Le FDAC de l'Essonne s'est par ailleurs enrichi de 180 numéros entre 2005 et 2011.
En 2011 à la faveur de nouvelles élections départementales et alors que Judith Quentel assure la direction artistique du domaine de Méréville, cette année-là, en plus de celle de Chamarande, avec Laurent Le Deunff, Yves Chaudouët, Jean-Pierre Ostende, etc. ; le conseil général décide de reformuler le projet du domaine départemental de Chamarande et l'informe le 2 juin, après six ans de collaboration et 3 jours après le vernissage d'En Piste !, que son contrat qui s'achève le 1er septembre ne sera pas reconduit. Heurtés par la méthode et par cette décision, des artistes lancent alors une pétition de soutien à la directrice,, texte qui fédère le milieu de l'art contemporain et de ses réseaux (CIPAC, TRAM, DCA, SYNDEAC, PLATFORM), avec des artistes de renom (Daniel Buren, Sarkis, Orlan, Claude Lévêque, etc.) et des acteurs importants du spectacle vivant.
À l'issue du départ de Judith Quentel, l'organigramme est revu : le poste de "directeur-trice artistique" est transformé en "responsable des expositions et de la collection du FDAC", sous la responsabilité de Laurent Bourdereau, directeur du domaine depuis 2008. Le Domaine  est alors exclu des réseaux professionnels TRAM et DCA, qui craignent une perte de liberté de programmation.
En janvier 2012, Judith Quentel est faite chevalier de l'ordre des Arts et des Lettres au titre de « Directrice honoraire de Chamarande par le ministère de la Culture et de la Communication ».
Sous l'impulsion de Laurent Bourdereau, la programmation art contemporain prend alors une orientation plus environnementale. De 2011 à 2016, l'association COAL est mandatée par le Conseil Général de l'Essonne pour collaborer avec Julie Sicault-Maillé, responsable des expositions et du FDAC, ainsi que l'équipe du domaine de Chamarande à la programmation des expositions, aux résidences et aux orientations concernant l'animation de la vie locale. Le Domaine affirme ainsi sa dimension laboratoire, ouverte aux disciplines artistiques, scientifiques et écologiques. Avec COAL, il mobilise les acteurs culturels et les artistes sur les questions environnementales tout en proposant au grand public d'aborder la nature et la biodiversité sous un nouvel angle sociétal et culturel. L'association collabore à la programmation des expositions, aux résidences et aux orientations concernant l'animation de la vie locale. Elle conseille sur les choix relatifs à la politique de développement durable du Domaine, et assure l'interface avec les artistes et les acteurs culturels.
Le projet tend à resserrer les liens entre valorisation du patrimoine, la mise en place des chantiers écologiques d'un plan de gestion différenciée et la programmation d'art contemporain ou de spectacle vivant. À Chamarande, les projets présentés s'appuient non seulement sur l'art des jardins et le patrimoine historique mais aussi sur l'écosystème du parc, la spécificité écologique et sociale de l'Essonne, et plus largement de l'Île-de-France.
Les projets sont menés par des artistes en collaboration avec des acteurs de l'écologie, des associations locales et des particuliers. Ils impliquent des questionnements entre art et science, et provoquent les échanges au sein de l'espace public, levier de développement, de créativité, de sociabilité, d'intégration et d'éducation.
En 2016, à l'occasion du changement de majorité départementale et d'une refonte de la politique culturelle départementale, la programmation art contemporain se reconfigure pour privilégier des artistes essonniens d'une part ou des artistes français "reconnus".
Depuis 2021, le projet artistique s'inscrit dans la lignée tracée depuis 2001 au Domaine. Il se réoriente sous l'impulsion de Gilles Rion (responsable des expositions et du FDAC de 2020 à 2023)vers l'art du 21e siècle en prise avec la société et les questionnements de son époque, notamment autour de thèmes et de notions particulièrement mis en jeu dans l'identité du lieu (Nature/Culture, Patrimoine, Histoire, Paysage, Territoire...). La programmation alterne expositions collectives et personnelles dans le château, l'orangerie et le parc du Domaine, notamment dans le cadre de partenariats avec des institutions nationales (Centre Pompidou, LaM, Mahj, etc.) en suivant désormais une logique thématique, déclinée dans et hors-les-murs selon un rythme saisonnier. En 2022, le cycle d'expositions "Je suis un animal" était consacré aux glissements et aux passages entre mondes humains et mondes animaux, et réunissait des artistes comme Edi Dubien, Odonchimeg Davaadorj, Art Orienté Objet, Julien Salaud, Charles Fréger, Katia Bourdarel...

### Liste non exhaustive des expositions au domaine

#### De 2005 à 2011
Dans le parc (98 ha) :
- Laure Tixier, Le Potager, œuvre monumentale sur le potager historique (2009-2011) ; Nicolas Boulard, Le Clos mobile, 2009 ; Yolanda Gutierrez et Delphine Gigoux-Martin, 2008 - Exposition collective second_nature : Atelier Van Lieshout, Marcel Berlanger, Aline Bouvy / John Gillis, Olaf Breuning[22], Pedro Cabrita-Reis, Hugo Canoilas, Simone Decker, Johanson, Bertrand Lavier, Rita McBride, etc. (commissariat et partenariat avec la galerie Nosbaum & Reding, Luxembourg) 2008 ; Marie Denis, Bonzaï, en 2007 ; Céleste Boursier-Mougenot : sans titre, pour la Glacière ; Paul-Armand Gette : Le Pavillon de Diane, Natacha Nisic : Forget me not, en 2006. Des productions pérennes ont été mis en œuvre sur cette période qui ont nécessité une mise en œuvre parfois complexe et longue et dont les enjeux artistiques dépassent la notion d'événement : Gilles Bruni, Le Marais[23] : intervention monumentale évolutive et écologique destinée à recréer une mare et son biotope (2010-2011) ; Marie Denis, Chamaland, aire jeux pour enfants : conception artistique, paysagère et éducative de l'ensemble de la parcelle dans le cadre d'un parc classé monument historique (2005-2008) ; Donuts : signalétique directionnelle et informative sur le patrimoine ancien, paysager et contemporain (2007-2008) ; Bert Theis[24], Le Troisième système (2005-2007), installation sculpturale monumentale reprenant la typologie du « plan Voisin » de Le Corbusier pouvant servir de mobilier à l'usage du public, réalisée par un chantier d'insertion, en matériaux écologiques; signalétique directionnelle et artistique des Donuts[25] dans le parc.

dans le château :
- Accords excentriques (2006) avec : Stefan Hirsig, Dario Robleto, Cécile Paris, Steven Parrino, Jean-Luc Blanc, Angela Bulloch, Michael et Florian Quistrebert, Laurent Montaron, Bruno Serralongue, Davide Balula, Rainier Lericolais, Hugues Reip. Une exposition explorant les rapports entre musique et arts plastiques et fondées sur une série d'espaces monographiques. Les fans (icônes / iconoclasme), le sampling et la culture rock, ont été au cœur de cette iconographie et de ces installations. Exposition reprise et co-curatée par Pierre-Olivier Rollin, au BPS22 de Charleroi, en 2007[26].
- Urban connections I et II  (2007), dans le cadre de l'opération Hospitalités, du réseau Tram[27], avec : Nadine et Gast Bouschet, Lisa Brice, Jota Castro, Jacques Charlier, François Curlet, Michael Dans, Wim Delvoye, Frédéric Gaillard, Felix Gmelin, Marin Kasimir, Jacques Lizène, Jean-Luc Moerman, Deimantas Narkevicius, Frédéric Platéus, Benoît Roussel, Alain Séchas, Beat Streuli, Piero Vita (collection de la province de Hainaut, BPS22, Charleroi). La ville et le monument ont servi de prétextes à cette exposition montée en deux temps et fondée sur l'échange de deux collections aux typologies proches (FDAC de l'Essonne et province du Hainaut). Les œuvres de la collection belge ont été remplacées pendant l'exposition par des productions spécifiques des mêmes artistes selon le principe de l'hospitalité énoncé en statement.
- Philippe Ramette - (2007-2008). Commissaire : Judith Quentel. Première exposition monographique à Chamarande et première exposition de l'artiste depuis de longues années, elle tendait à montrer que Philippe Ramette, s'il fabrique des images est avant tout un sculpteur « réfléchissant ». L'ensemble du parcours composé de très nombreuses nouvelles productions, avait comme fil conducteur le miroir. Elle a été reprise et augmentée par le Mamco de Genève.
- Légende (2008) - Commissaire invité : Alexis Vaillant[28]. Avec Skâfte Khün, Aurélien Froment, Erika Verzutti, David Altmejd, Dan Attoe, Olivia Plender, Carter Mull, Uwe Henneken, Klara Kristalova, etc. (50 artistes, pas de production) Une exposition curatée par l'un des plus brillants commissaires d'exposition de sa génération, et qui fera date dans l'histoire de l'exposition et dans celle de Chamarande[29].
- Delphine Coindet, Encore une fois (2008-2009). Exposition monographique en forme de ritournelle consacrée à cette artiste française qui vit en Suisse à un moment important de sa carrière. Elle expérimente pour l'occasion de nouvelles typologies d'objets et de matériaux au travers de très nombreuses nouvelles œuvres[30]. Certaines pièces ont été coproduites avec le centre d'art contemporain suisse Fri Art de Fribourg.2009, Au pied de la lettre, avec Lawrence Weiner, Christian Robert-Tissot[31], Julien Audebert[32], Yann Serandour, Charles Sandison, Eric Duyckaerts, Gérard Collin-Thiébaut, Pierre Ardouvin, Claude Lévêque, Martin Le Chevalier, Dora Garcia, Marc Geffriaud. Entre signe et mot, discours et langage, les artistes se jouent depuis les années soixante de l'héritage de l'art conceptuel. L'exposition proposait une promenade sur la frontière qui sépare la littéralité de la métaphore[33].
- Hugues Reip - Le Château (2009-2010)[34]. Monographie d'un artiste polymorphe de la génération de Didier Marcel et de Jacques Julien[35].
- Living rooms / Pièces à vivre (2010). Avec : Vincent Beaurin, Florence Doléac[36], Karim Ghelloussi, Pae White, Ann Lislegaard, Liz Craft, Isa Melsheimer, Gitte Schäffer, Loris Cecchini, Javier Perez, Delphine Reist, Martin Boyce[37], Dominique Blais, Frères Chapuisat[38]. Exposition fondée presque exclusivement sur des productions a été le fruit d'une invitation lancée aux artistes afin qu'ils habitent le château, qu'ils en relèvent les caractéristiques fonctionnelles et architecturales sur un mode construit ou au contraire fantaisiste[39].
- Rainier Lericolais (2010-2011)[40]. Exposition monographique consacrée à Rainier Lericolais qui n'avait pas encore eu d'exposition à caractère rétrospectif qui puisse faire le point sur son travail et donner lieu à un catalogue de son œuvre. L'exposition a été ensuite accueillie par le Frac Limousin (et enrichie).
- En Piste ! (2011). Avec Olivier Babin, Marcel Berlanger, Jean-Daniel Bourgeois, Stéphane Dafflon, Richard Fauguet, Daniel Firman, Franziska Furter, Jeppe Hein[36], Lothar Hempel, Icelandic love corporation, Ann Veronica Janssens, Vincent Mauger, Paola Pivi, Ruth Proctor, Tobias Rehberger, Ugo Rondinone, Christoph Rückhaberle, Roman Signer, Marnie Weber (productions). Aktion de Roman Signer le jour du vernissage. L'exposition proposait une relecture du spectacle et des distances / de la proximité qu'il induit avec le spectateur en termes de vision, de perception et de participation. Le cirque et la forme circulaire ont accompagné le choix des œuvres autour des figures emblématiques comme le clown ou l'acrobate, tandis que des œuvres aux frontières de l'illusion optique participaient d'une mise en espace de l'exposition comme autant de « numéros » favorisant une approche globale et multi-pistes à la fois[41].

Dans l'Orangerie :
Le projet artistique d'alors a permis d'exposer des artistes dans un contexte plus "neutre" que le château et de monter des projets monographiques, des travaux issus de résidences, d'autres pratiques qui parfois accompagnaient les grands projets, à l'instar de celles de Marie Denis, de Bert Theis, ou de Laure Tixier. Parfois elles prolongeaient des expositions du château comme avec Accords excentriques ou En Piste !. La ligne de programmation et de recherche, à l'Orangerie, portait sur le paysage, l'architecture et l'espace public.
- 2006 : Régis Perray : Sous nos pieds et au-dessus de nos têtes[42]; Marina Abramovic : Magnetic dance ; Accords excentriques.
- 2007 : Bert Theis : La ville agglomérée ; Sammy Engramer et David Evrard : Country Party ; Marie Denis : Vitamine C.
- 2008 : Sylvain Rousseau : Park ; Dreamland, œuvres de la collection du FDAC.
- 2009 : Julien Discrit : Echelle 1:1 ; Nicolas Boulard, Jacques Julien, Guillaume Pinard, Mick Peter[43], Laure Tixier, Jorge Pedro-Nunez : Exposition des artistes en résidence[44].
- 2010 : Michael et Florian Quistrebert : Ex Futuro[45],[46] ; Ce monde impitoyable, module hors les murs - Pavillon du Palais de Tokyo[47] ; Pascal Rivet : Concession[48].
- 2011 : Stéphane Dafflon, Ann-Veronica Janssens, Marnie Weber : En Piste ! ; Jacques Julien : Dur comme plume et léger comme pierre.

#### De 2012 à 2016 (co-commissariat avec COAL, commissariat assuré par Lauranne Germond, Loïc Fel et Clément Willemin)[20]
- Salons - convivialité, écologie et vie pratique[49] - du 13 mai au 30 septembre 2012. Les artistes étaient invités à proposer des œuvres « praticables »[50] par les publics. Artistes : Heather Ackroyd & Dan Harvey (en), Après vous (Nathalie La Hargue et Laurence Yared), Lise Autogena et Joshua Portway, Brandon Ballengée, Pauline Bastard et Ivan Argote, Neal Beggs, Lilian Bourgeat, Thierry Boutonnier, Michel de Broin, Gilles Bruni, Betty Bui, Lucie Chaumont, Encore Heureux, Didier Faustino, Nicolas Floc'h, Freaks Freearchitects, Sylvain Gouraud, Hehe, Christina Hemauer et Roman Keller, Olivier Kosta-Théfaine, Julien Prévieux, Raum Architectes, Stefan Shankland, Veit Stratmann, Superflex[20].
- Spécimens[51] - collections, croisements, sentinelles - du 30 septembre 2012 au 31 mars 2013. Artistes : Ivana Adaime Makac[52], Mark Dion, Anthony Duchêne, Carsten Höller, Hanna Husberg, Sanna Kannisto, Kôichi Kurita, Lucy + Jorge Orta, Herman de vries et Douglas White.
- Milieux[53] - du 26 mai au 29 septembre 2013. Artistes : Étienne de France, Camille Goujon, Kôichi Kurita, Stefan Shankland, Astrid Verspieren, Frank Smith et Soundwalk à l'orangerie, Bruit du Frigo, Gilles Bruni, Christophe Clottes, Olivier Darné, Nicolas Floc'h, Étienne de France, Camille Goujon, Suzanne Husky, Nicolas Milhé, Liliana Motta, Laurent Tixador.
- Augures d'innocence - du 26 mai au 29 septembre 2013. Exposition monographique de Brandon Ballengée.
- « Vues » - paysages d'aujourd'hui d'après Hubert Robert[54] - du 30 novembre 2013 au 30 mars 2014. Artistes : Guillaume Bresson, Étienne de France, Cyprien Gaillard, Markus Hansen, Tommy Hilding, Filip Mirazovic, Nicolas Moulin, Lucien Pelen, Mathieu Pernot, Stefan Shankland, Claire Tabouret, Marie Velardi, Edouard Wolton, Duncan Wylie.
- Domaine de Chamarande (2013) par Angelika Markul[55].
- Vivre(s)[56] - du 24 mai au 26 octobre 2014. Artistes : Maria Thereza Alves, Paul Ardenne, Michel Blazy, Thierry Boutonnier, Andrea Caretto et Raffaella Spagna, Cédric Carles et Marie Boussard, Damien Chivialle, Minerva Cuevas (en), Élodie Doukhan et Nicolas Mussche, Isabelle Daëron, Olivier Darné + Parti poétique, FutureFarmers, Fernando Garçía-Dory, Newton et Helen Mayer Harrison (en), Pauline Horovitz, Suzanne Husky, Matthew Moore, Mika Rottenberg (en), SAFI, Les Saprophytes, Erik Sjödin, Åsa Sonjasdotter, Tchif, Rirkrit Tiravanija, Barthélémy Toguo, Katharina Unger et Astrid Verspieren.
- Personnages[57], du 23 novembre 2014 au 29 mars 2015. Exposition monographique de Hans op de Beeck[58].
- Habiter[59], du 31 mai au 1er novembre 2015. Artistes : Florent Albinet, Pierre Ardouvin, art nOmad, Berdaguer & Péjus, Botto e Bruno, Charlotte Charbonnel, COLOCO, constructlab, Florence Doléac et David de Tscharner, Jean-François Fourtou, Zhenchen Liu, Liliana Motta, Giulia Piccione (linker), Stefan Shankland, Stéphane Thidet, Laurent Tixador, Laure Tixier. Commissariat partagé : COAL, Paul Ardenne, Pablo Georgieff de COLOCO, Thierry Paquot, Stefan Shankland.
- Sols Fictions[60] du 27 mars au 29 mai 2016  à l'Orangerie du Domaine de Chamarande. Exposition de fin de résidence du LAB, laboratoire de la culture durable imaginé par COAL sous le parrainage de Nathalie Blanc. Cette recherche création transdisciplinaire de neuf mois réunissait les artistes Yesenia Thibault-Picazo et Anaïs Tondeur et les scientifiques Marine Legrand, Alan Vergnes et Germain Meulemans, autour de la thématique des sols.

#### De 2016 à 2021
- 6 décembre 2015 – 27 mars 2016 : Paysages Urbains, rêve et réalité. Artistes : Éric Baudelaire, Alain Bublex, Jean-Marc Bustamante, Philippe Chancel, Claire Chevrier, Robin Collyer, Stéphane Couturier, Thibaut Cuisset, Marcel Dinahet, George Dupin, Léo Fabrizio, Gilbert Fastenaekens, André Mérian, Jürgen Nefzger, Paola de Pietri, Catherine Poncin.
- 29 mai – 17 juillet 2016 : Noémie Rocher - Mélancolie euphorique.
- En 2018, Philippe Pasqua expose des œuvres à l'intérieur et à l'extérieur du château[61] tout comme le fait en 2016 Richard Orlinski[62].

#### Depuis 2021
- 19 mai - 20 juin 2021 : Tatiana Wolska - Les variations du possible[63].
- 19 mai - 28 août 2021, à l'Orangerie : La loi du mouvement, carte blanche au Musée national d'Art moderne (MNAM) - Centre Pompidou, commissariat Michel Gautier. Avec des œuvres de : Carlos Cruz-Diez, Lars Fredrikson, Gyulia Kosice, Walter Leblanc, François Morellet, Francisco Sobrino, Jésus Rafael Soto, Fausta Squatriti, Luis Tomasello, Vasarely.
- 10 juillet - 5 septembre 2021, au château : Pierrick Sorin & Philippe Decouflé - Regards croisés d'un myope et d'un presbyte[64].
- 26 septembre 2021 - 9 janvier 2022
  - au château : Michel Nedjar - Filiations[65]
  - à l'Orangerie, carte blanche au Musée d'art moderne, d'art contemporain et d'art brut (LaM) de Lille

avec des œuvres de : Rita Arimont, Baya, Anselme Boix-Vives, David Braillon, Aloïse Corbaz, Éric Derkenne, André Ducret, Paul End, Auguste Forestier, Jill Gallieni, Madge Gill, Jean Grard, Salim Karami, Joseph Lambert, Jean Launay, Jules Leclercq, Dwight Mackintosh, Jean Perdrizet, Martín Ramirez, Émile Ratier, André Robillard, Judith Scott, Scottie Wilson, Anna Zemankova.
- 29 janvier - 27 mars 2022 à l'Orangerie : Kitso Lynn Lelliott - I was her and she was me and those we might become.
- 26 mars - 18 septembre 2022, au château : Devenir [un autre] animal[66]

avec des œuvres de : Katia Bourdarel, Odonchimeg Davaadorj, Edi Dubien, Charles Fréger, Delphine Gigoux-Martin, Benoit Huot, La « S » Grand Atelier (Pascal Cornelis, Michiel De Jaeger, Laura Delvaux, Anaïd Ferte, Joseph Lambert, Barbara Massart), Julien Salaud, Nicolas Tubéry.
- 4 juin - 18 septembre 2022, à l'Orangerie : Odonchimeg Davaadorj - Bardo[67].
- 15 octobre 2022 - 12 février 2023, au château : Art orienté objet - Zoosphères[68],[69]
- 15 octobre 2022 - 8 janvier 2023, à l'Orangerie : Saute-mouton, exposition collective (commissariat d'Art orienté objet), regroupant : Wilfrid Almendra, Yto Barrada, Thomas Bayrle, Michael Dans, Charles Fréger, Gloria Friedmann, David Hurn, André Kertész, Émilie Pitoiset, Nicolas Tubéry.
- 15 avril - 15 octobre 2023, au château : Dans l'épaisseur de nos lisières, là où naissent les dragons[70],[71]

avec des œuvres de : Cathryn Boch, Jordi Colomer (avec Anne Houel), Suzanne Husky, Michèle Magema (accompagnée par Julie Crenn), Kathleen Petyarre (accompagnée par Stéphane Jacob), Abraham Poincheval, Eric Tabuchi & Nelly Monnier (ARN), Capucine Vever, Brankica Žilović.
- 3 juin - 26 novembre 2023, à l'Orangerie : Abraham Poincheval - Un continent liquide[72],[73].
- 3 février - 28 avril 2024, à l'Orangerie, en partenariat avec l'association SIANA : Karine Bonneval - Se planter - récolter le soleil et cultiver la pluie (selon les mots d'Hervé Covès)[74].
- 25 mai - 22 septembre 2024, à l'Orangerie : Laurie Charles - Le vacarme du cœur (en partenariat avec le Frac Ile-de-France, dans le cadre de l'Olympiade culturelle)[75].
- 25 mai - 27 octobre 2024, dans le parc : Complexe sportif - (en)jeu de courbes et courbatures (dans le cadre de l'Olympiade culturelle, commissariat de l'exposition confié à Karolina Kazmierska)

avec les œuvres de : Emmanuelle Becquemin & Stéphanie Sagot (courtoisie de H Gallery), Daniel Dewar & Grégory Gicquel (courtoisie de la Galerie Loevenbruck), Pierre-Marie Lejeune (courtoisie de la Galerie Messine), Denis Macrez, Alix Marie, Abraham Poincheval, Agnieszka Polska, Philippe Ramette, Dominik Ritszel, Sarah Roshem, Maryline Terrier (courtoisie de H Gallery).
- 26 octobre 2024 - 12 janvier 2025, à l'Orangerie, en partenariat avec le Centre Pompidou : Fabien Verschaere - 1 + 1 = 11 (exposition-atelier destiné aux enfants à partir de 4 ans)[77].
- 1er février - 13 avril 2025, à l'Orangerie, en partenariat avec 91.530 Le Marais : Edgar Sarin - Théâtre (Post-Pontormo)[78].

### Le Fonds départemental d'art contemporain de l'Essonne
La délibération de l'assemblée départementale du 12 juillet 1991 met en place un fonds départemental d’art contemporain alimenté d’une part par commandes publiques (une seule a été réalisée et trois œuvres ont été acquises dans ce cadre : deux tableaux d’Olivier Debré et une sculpture de Jean-Pierre Pincemin), d’autre part par des œuvres d’art acquises par les conseillers généraux du département.

En 2001, le fonctionnement et les missions du FDAC sont restructurés, sur le modèle des Fonds régionaux d'art contemporain, à l'occasion de la création du centre d'art, afin de devenir de sensibilisation et d’éducation artistique et culturelle à l’échelle du territoire essonnien, aux travers de prêts et de projets culturels, pédagogiques ou artistiques hors-les-murs, notamment dans les collèges, mais également national voire international, :
constituer et enrichir une collection d’œuvres d’art contemporain, ouverte et sensible à la diversité des inspirations contemporaines, à partir d’acquisition d’œuvres et de commandes à des artistes à l’occasion de manifestations initiées ou soutenues par le département : diffuser cette collection dans le département et au-delà sous forme d’expositions temporaires dans des lieux susceptibles de l’accueillir dans de bonnes conditions pour la faire connaître aux différents publics : établissements scolaires, universitaires, entreprises, salons ou lieux permanents dédiés à la création contemporaine ; mettre en œuvre tous les moyens (éditions, conférences, visites commentées) pour faire comprendre et apprécier les enjeux de l’art contemporain et créer une réelle participation des essonniens à ces débats.
Le FDAC se dote alors d'un mode de fonctionnement en accord avec les règles et les usages muséaux et met en place un comité technique.

#### La collection
La collection témoigne d’une époque et de ses interrogations en explorant notamment les rapports multiples que l’être humain entretient avec son environnement, son histoire ou encore son propre corps. Elle regroupe aujourd’hui près de 300 œuvres d’artistes français (Alain Declercq, Robert Combas, Valérie Jouve, Laurent Tixador, Agnès Varda…) ou internationaux (Marina Abramović, Mounir Fatmi, Carsten Höller, Hans Op de Beeck, Allan Sekula, Guillaume Bijl…). Elle représente une photographie de la création contemporaine des 20 dernières années, en regroupant un ensemble d’artistes qui marquèrent le paysage français voire international depuis 2000, et contient une diversité dans les pratiques et les médias collectionnés, sans dominance de l’un ou l’autre, correspondant à l’éventail des pratiques les plus actuelles.
L’histoire du FDAC et de sa collection est intimement liée à celle du Domaine. De nombreuses acquisitions du FDAC reflètent cette proximité, tant par les thèmes abordés (la relation au patrimoine historique ou naturel) que dans leur genèse : plusieurs œuvres ont en effet été produites in situ, à l’occasion de résidences et d’expositions, dont certaines sont désormais installées de manière pérenne dans le parc de 98 hectares, à l'instar du Sommet (2002) des artistes Art Orienté Objet, de Nature morte (2008) de Christian Robert-Tissot ou encore d'Echelle 1 (2007) de Philippe Ramette.
Aujourd’hui, l’enrichissement d’une collection tournée vers le XXIe siècle se poursuit en conservant les deux modalités définies en 2001 – la commande d’œuvres et l’acquisition d’œuvres existantes, dans le cadre de la programmation et de l’identité structurante du Domaine de Chamarande mais aussi en lien avec le territoire essonnien, tout en tenant compte de la vocation itinérante de la collection.